# 大環 (九龍)

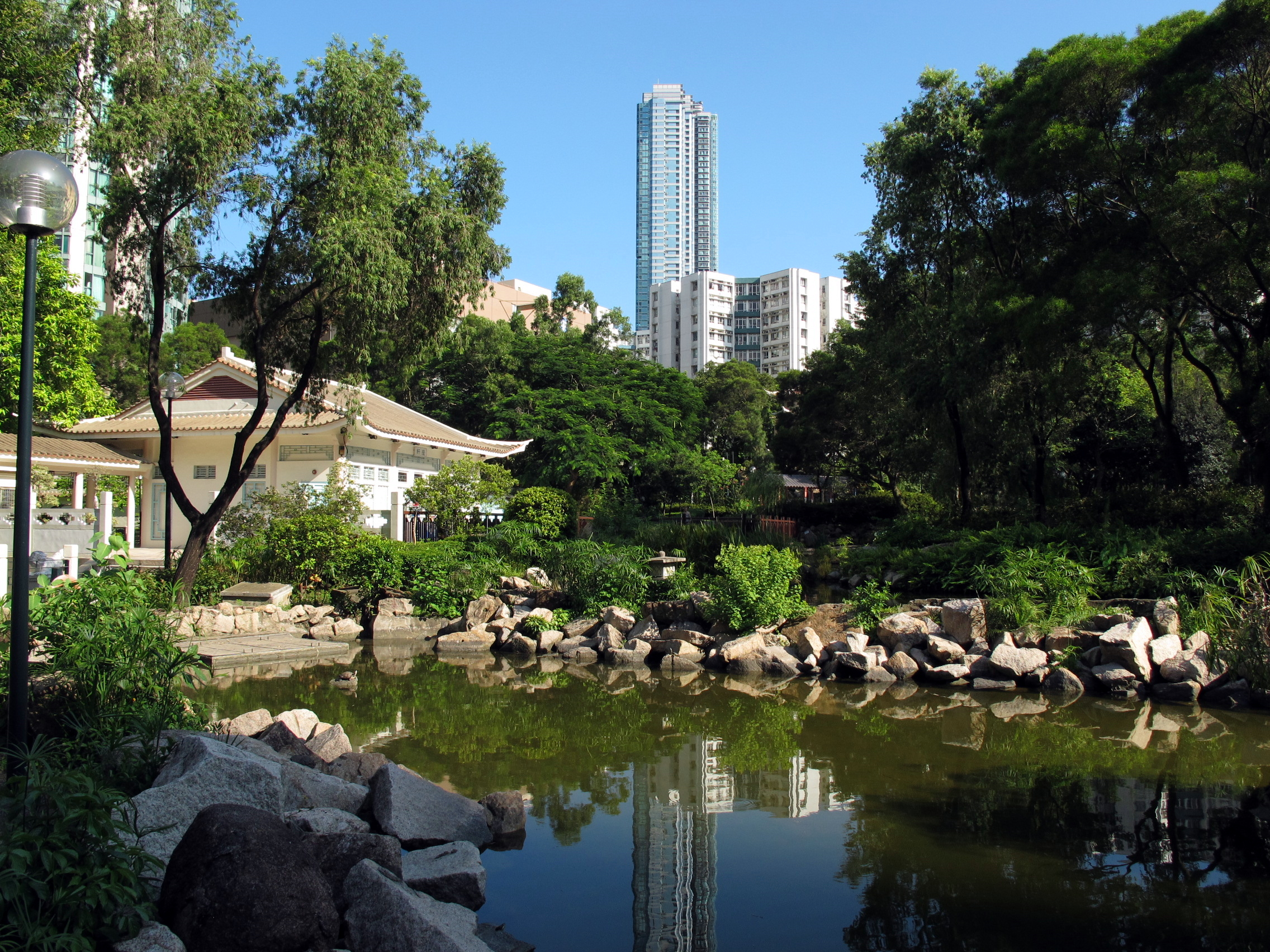
和黃公園小橋流水

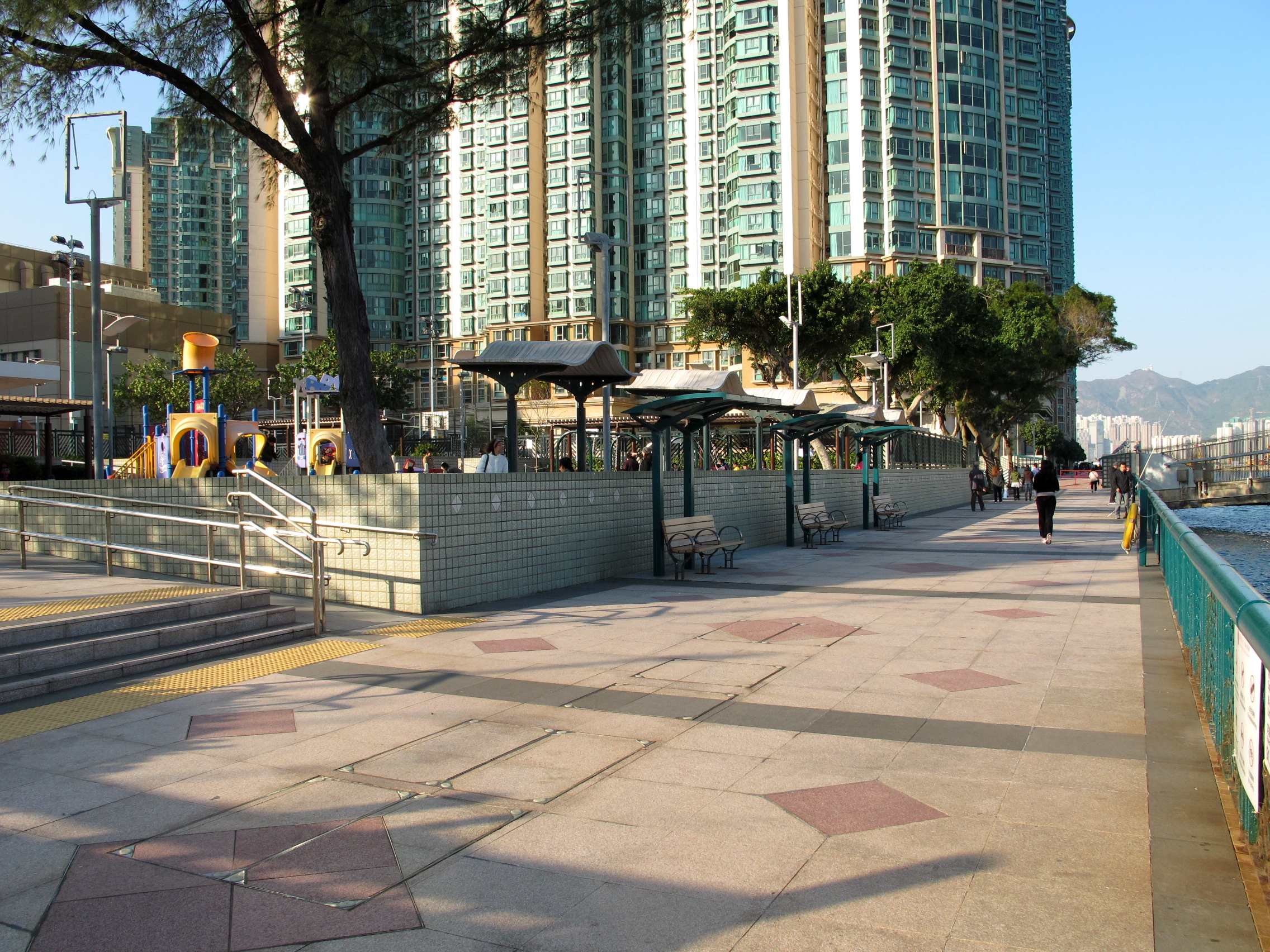
大環山公園及鄰近的海逸豪園

大環（英語：Dai Wan），舊稱大灣，是香港九龍南部的一個地方，位於紅磡之東北，以機利士路、蕪湖街、船澳街/戴亞街、大環道東及民裕街/佛光街為界。在紅磡灣填海之前，該處曾是一個海灣，當中小部分地區，包括今紅磡邨至鶴園一帶，屬九龍半島海岸陸地，普遍以山丘為主，而當時海灣的南端則是黃埔船塢。
當地現今亦有一大環山公園和大環山游泳池，其名稱大環山（英語：Dai Wan Shan）是在現戴亞街以北一帶原來存在的山丘名稱，中華電力公司曾在該地建有大環發電廠。

## 歷史
1939年日軍曾繪製香港地圖，可清楚見到大環之舊名「大灣」。
1980年代中後期，政府修築紅磡道，將大環山中間一部分削去夷平，大環山被分成東西兩部分，東半部後建成和黃公園和海逸豪園，西半部一帶原爲1958年落成的大環山邨，後於1990年代末期重建成紅磡邨。雖然在市區發展的過程中大環山已經被平整，但現今和黃公園和紅磡邨的地勢仍然比紅磡大部份地方高，而紅磡道和黃公園一側仍然可見明顯被削去的山體痕跡。
由於「大環」之名現已甚少使用，加上該地鄰近紅磡舊區以及港鐵黃埔站，而黃埔普遍被認為屬於紅磡，故很多人誤以爲大環之地屬於紅磡的一部分。

## 私人屋苑

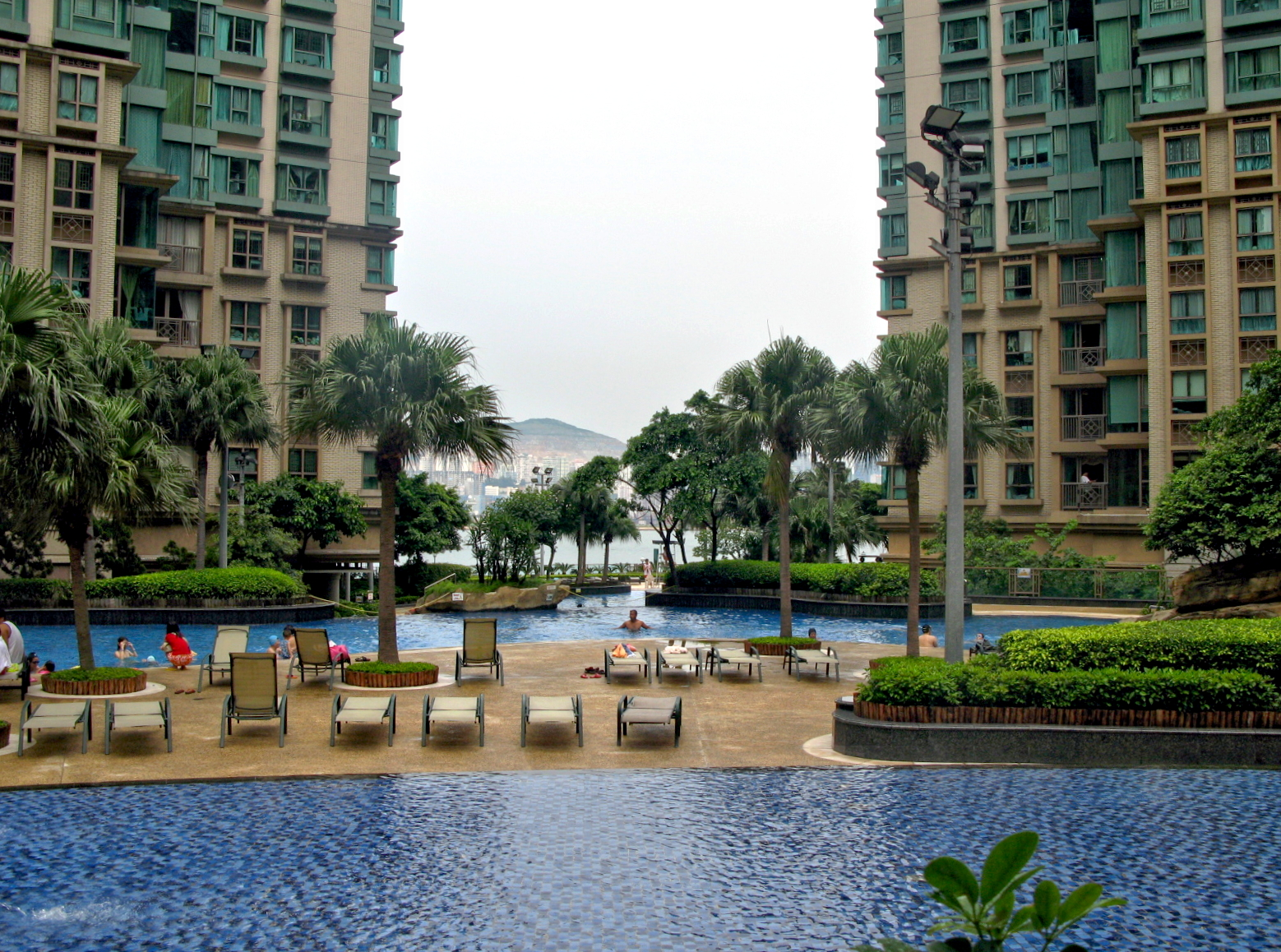
海逸豪園住客會所內的園林泳池

- 海逸豪園

## 公共屋邨

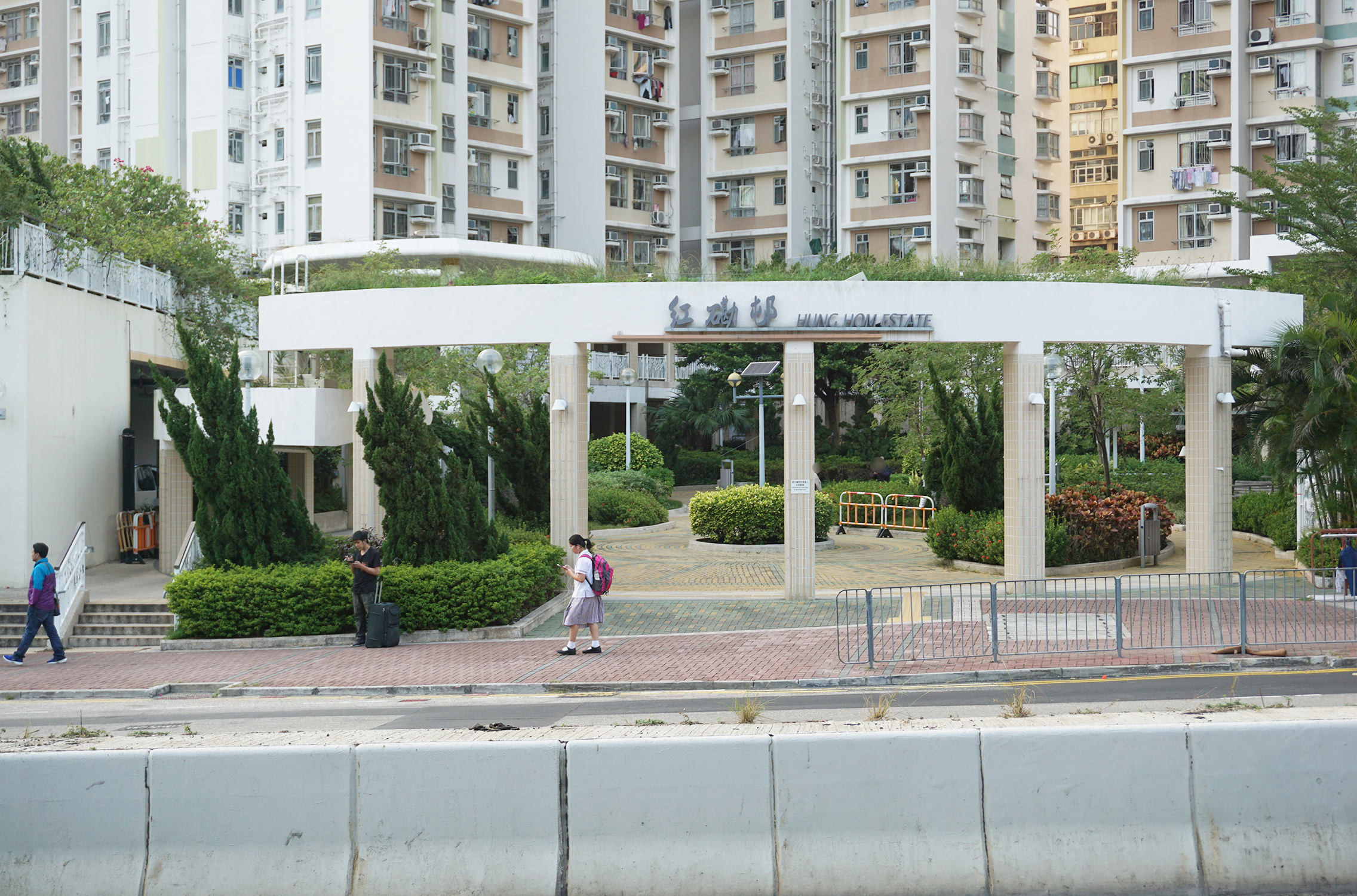
紅磡邨的入口及園景

- 家維邨（前稱紅磡邨，部分幢數屬私人樓宇）
- 紅磡邨（前稱大環山邨）

## 教育
- 愛培學校
- 香港考試及評核局紅磡評核中心
- 聖公會聖匠中學
- 明愛社區書院-紅磡

## 商業
- 海逸坊

## 社區設施
- 紅磡市政大廈
- 聖公會聖匠堂社區中心
- 大環山公園
- 大環山游泳池
- 和黃公園

## 宗教建築
- 紅磡聖母堂

## 區議會
由於本區與鶴園都由大型工業設施重建成住宅及工廠大廈，所以都會編入相鄰的選區。該區根據九龍城區選區分界圖，鶴園橫跨鶴園海逸及家維選區，與紅磡、黃埔的選區連接。

## 參看
- 九龍城區
- 紅磡